# Yoshinori Higashikawa
Yoshinori Higashikawa (jap. 東川 昌典 Higashikawa Masanori; ur. 30 września 1964) – japoński piłkarz występujący na pozycji obrońcy.

## Kariera klubowa
Od 1988 do 1997 roku występował w klubach Júbilo Iwata i Honda FC.